# Convento de Santa Brígida (Paredes de Nava)
El convento de Santa Brígida es un cenobio habitado por una comunidad de monjas de clausura de la orden homónima situado en la localidad de Paredes de Nava (Palencia, Castilla y León, España).

## Descripción
Situado en el casco antiguo de la villa palentina, en la Plaza de San Francisco, el Convento fue fundado en 1667.La iglesia, de reducidas dimensiones, fue construida por el arquitecto padereño Felipe Berrojo con aparejo mixto de piedra y ladrillo. Consta de una sola nave, carece de crucero y presenta cubierta de bóveda de cañón con lunetos y cúpula deprimida de media naranja gallonada sobre el presbiterio. La portada de acceso al templo, en el lado de la Epístola (meridional) y sobria en extremo, consiste en una simple puerta adintelada sobre la que asoma un pequeño escudo. Sobre el muro septentrional se levanta una espadaña. El coro se encuentra a los pies del templo.

En el lado del Evangelio se sitúa un pequeño retablo de un cuerpo y tres calles realizado por Pedro de Bahamonde en 1747, presidido por una escultura de la Inmaculada. Justo a su frente, en el lado de la Epístola, un retablo gemelo, de mismos autor y fecha, dedicado a San José. En el Presbiterio se sitúa el Retablo mayor, obra también de Pedro Bahamonde y fechada en 1747. 

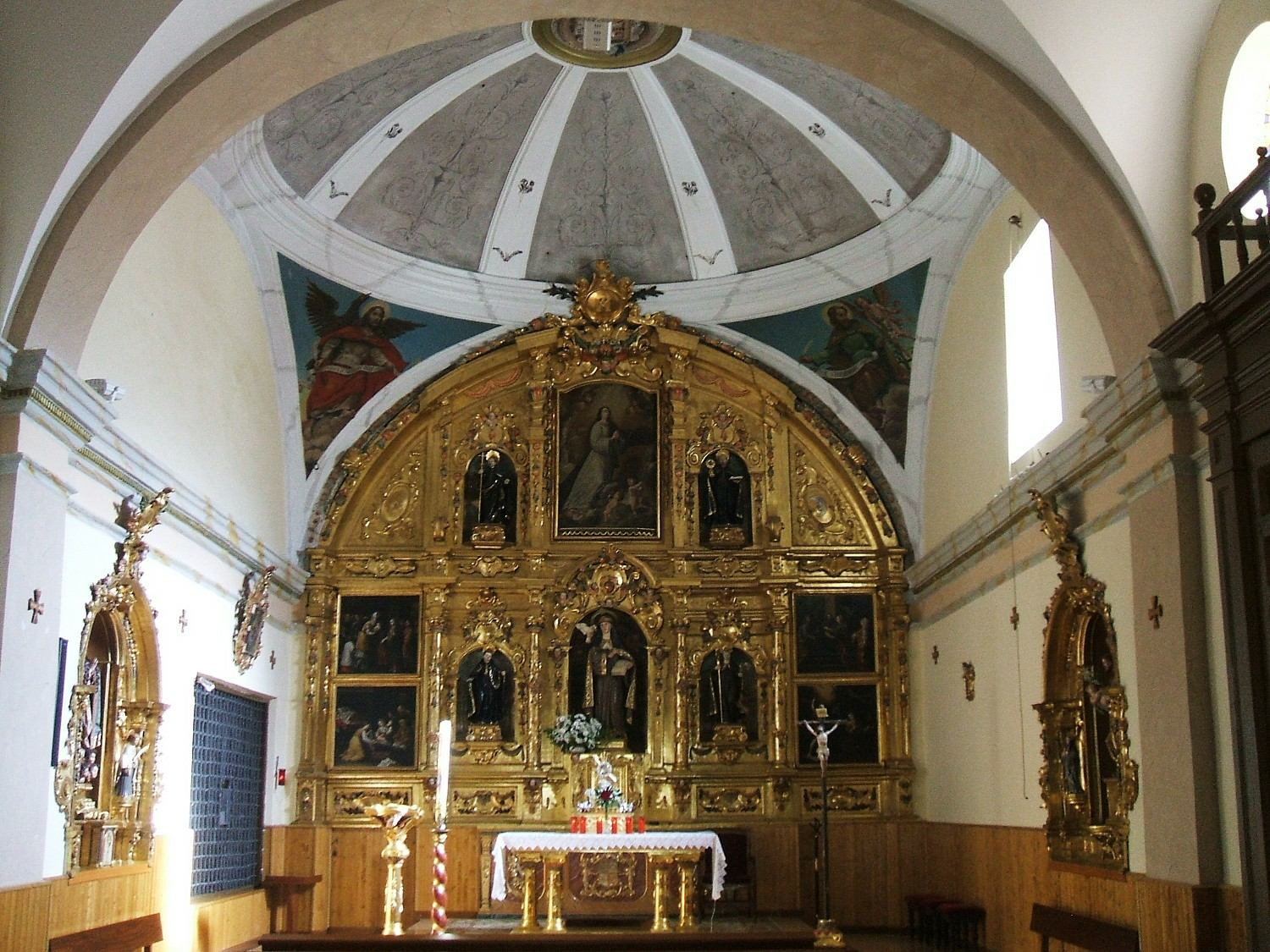
Iglesia conventual

Su único cuerpo de cinco calles y su ático semicircular contienen esculturas de San Luis Gonzaga, San Ignacio de Loyola, San Francisco Javier y Santa Catalina, así como pinturas de la Anunciación, la Visitación, el Nacimiento, la Presentación y la Inmaculada, todas del siglo XVIII.
En la clausura las monjas custodian diversas pinturas de interés: un Santo Tomás de Aquino (s-XVII), un San Agustín (s-XVII), la Venerable Madre María de Escobar (s-XVII), una Santa Gertrudis (s-XVII), una Piedad, copia de Van Dyck (s-XVI), un Cristo con Santa Brígida (s-XVII) y la Imposición de la casulla de San Ildefonso (s-XVI).
Anexa al Convento las Brígidas atienden una Casa de Oración.